# Nimrod (videojuego)
Nimrod fue construido en el Reino unido por la compañía Ferranti para el festival de Bretaña de 1951, fue el primer computador construido para ejecutar un videojuego, uno de los primeros juegos construidos en la historia de los videojuegos. La computadora de 3,7 por 2,7 por 1,5 metros, diseñada por John Makepeace Bennett y construida por el ingeniero Raymond Stuart-Williams, permitió a los asistentes a la exhibición jugar un juego de Nim contra una inteligencia artificial. El jugador presiona botones en un panel elevado con luces para seleccionar sus movimientos, y el Nimrod mueve después, con sus cálculos representados por más luces. La velocidad de los cálculos de Nimrod podría reducirse para permitir al presentador demostrar exactamente lo que estaba haciendo la computadora, con más luces que muestran el estado de los cálculos. El objetivo de Nimrod era demostrar el diseño de la computadora y las habilidades de programación de Ferranti en lugar de entretener, aunque los asistentes al Festival estaban más interesados en jugar que en la lógica detrás de ello. Después de su exhibición inicial en mayo, el Nimrod se exhibió durante tres semanas en octubre de 1951 en el Salón Industrial de Berlín antes de ser desmantelado.
El juego de Nim que se ejecutaba en el Nimrod es candidato para ser uno de los primeros videojuegos, ya que fue uno de los primeros juegos de computadora en tener cualquier tipo de elemento visual. Apareció solo cuatro años después de la invención en 1947 del dispositivo de entretenimiento con tubo de rayos catódicos, el juego electrónico interactivo más antiguo conocido que usaba una pantalla electrónica, y un año después de Bertie The Brain, una computadora similar al Nimrod que jugaba al tres en raya en la Exposición Nacional de Canadá de 1950. Sin embargo, el uso de bombillas en lugar de una pantalla con gráficos visuales en tiempo real, y mucho menos gráficos en movimiento, del Nimrod no cumple con algunas definiciones de un videojuego.

## Desarrollo
En el verano de 1951, el Reino Unido celebró el Festival of Britain, una exposición nacional celebrada en todo el Reino Unido para promover la contribución británica a la ciencia, la tecnología, el diseño industrial, la arquitectura y las artes y  para conmemorar el centenario de la Gran Exposiciónn de 1851 .
La empresa británica de ingeniería y naciente desarrollador de computadoras Ferranti prometió desarrollar una exhibición para el Festival. A finales de 1950, John Makepeace Bennett, un empleado australiano de la firma y reciente graduado de la Universidad de Cambridge, propuso que la compañía creara una computadora que pudiera jugar el juego de Nim. En Nim, los jugadores se turnan para eliminar al menos un objeto de un conjunto, con el objetivo de ser el jugador que elimina el último de ellos; las opciones de juego se pueden modelar matemáticamente.
La sugerencia de Bennett fue supuestamente inspirada por una máquina anterior de Nim, "Nimatron", que se exhibió en 1940 en la Feria Mundial de Nueva York. La máquina Nimatron había sido diseñada por Edward Condon y construida por Westinghouse Electric a partir de relés electromecánicos, y pesaba más de una tonelada. Aunque la sugerencia de Bennett era un juego, su objetivo era mostrar la capacidad de la computadora para hacer cálculos matemáticos, ya que Nim se basa en principios matemáticos, y así mostrar el diseño de la computadora y las habilidades de programación de Ferranti en lugar de entretener.
| Puede parecer que, al tratar de hacer que las máquinas jueguen juegos, estamos perdiendo el tiempo. Esto no es cierto ya que la teoría de los juegos es extremadamente compleja y una máquina que puede jugar un juego complejo también se puede programar para llevar a cabo problemas prácticos muy complejos.—Panfleto que acompaña al Nimrod vendido a los asistentes al Festival de Gran Bretaña. |

Ferranti comenzó a trabajar en la construcción de la computadora el 1 de diciembre de 1950, con el ingeniero Raymond Stuart-Williams adaptando el diseño de Bennett a una máquina en funcionamiento. El desarrollo se completó el 12 de abril de 1951, resultando en un dispositivo de 3,66 metros, 2,74 metros y 1,5 metros. La mayor parte del volumen fue acaparado por tubos de vacío y bombillas que mostraban el estado del juego, y la computadora no ocupaba más del dos por ciento del volumen total de la máquina. El Nimrod tomó la forma de una gran caja con paneles de luces, con un soporte levantado delante con botones correspondientes a las luces, que a su vez representaban los objetos que el jugador podía quitar.
El jugador se sentaba en el stand y presionaba los botones para hacer sus movimientos, mientras que un panel de luces mostraba el estado del juego, y otro mostraba los cálculos de la computadora durante su turno. La computadora podría configurarse para hacer sus cálculos a diferentes velocidades, reduciendo la velocidad para que el demostrador pueda describir exactamente lo que la computadora estaba haciendo en tiempo real. Una guía visual adjunta al Nimrod explicaba lo que estaba haciendo la computadora durante su turno, además de mostrar los posibles estados del juego y cómo serían representados por las luces. Las señales que indican el turno de cada jugador y si uno u otro había ganado se encenderían según corresponda durante el juego.

## Presentación

Diagrama de la máquina

El 5 de mayo de 1951, la computadora Nimrod se presentó en el Festival como "más rápida de lo que se pensaba" y como un "cerebro electrónico". Jugó exclusivamente el juego de Nim; los movimientos se realizaron por los jugadores sentados en el soporte elevado, con el demostrador sentado en el otro lado entre el soporte y la computadora. Nimrod podía jugar la forma tradicional o "inversa" del juego. Se vendió una breve guía a los visitantes por un chelín y  seis peniques explicando cómo funcionaban las computadoras, cómo funcionaba el Nimrod y anunciando otros desarrollos de Ferranti. Explicaba que el uso de un juego para demostrar el poder de la máquina no significaba que estuviera destinado al entretenimiento y comparaba los fundamentos matemáticos de Nim con el modelado de la economía de los países. Entre los jugadores de Nimrod durante el Festival incluyó al pionero de la informática Alan Turing.
Aunque fue una demostración de tecnología, la mayoría de los espectadores en el festival estaban más interesados en jugar el juego que en la lógica de programación e ingeniería detrás de él. Bennett afirmó que "la mayoría del público estaba bastante feliz de mirar boquiabierto las luces intermitentes y quedar impresionado". El periodista de la BBC Radio, Paul Jennings, afirmó que todos los asistentes al festival "se detuvieron" al llegar al "espantoso" "tremendo refrigerador gris".
Después del Festival, el Nimrod se exhibió durante tres semanas en octubre en el Salón Industrial de Berlín, donde también atrajo a multitudes, incluido el ministro de economía de Alemania Occidental Ludwig Erhard. Después, sin embargo, como había cumplido su propósito, el Nimrod fue desmantelado. Como el Nimrod no estaba destinado a ser un producto de entretenimiento, no fue seguido por ningún juego futuro, y Ferranti continuó su trabajo en el diseño de computadoras de uso general.
El Nimrod fue creado solo cuatro años después de la invención de 1947 del dispositivo de entretenimiento con tubo de rayos catódicos, el más antiguo juego electrónico interactivo, y un año después de un juego similar Bertie the Brain, el primer juego basado en computadora que presenta una visualización de cualquier tipo. El Nimrod se considera en algunas definiciones uno de los primeros videojuegos, posiblemente el segundo. Si bien las definiciones varían, el dispositivo de diversión anterior de tubo de rayos catódicos era un juego eléctrico puramente analógico, y aunque Nimrod y Bertie no tenían una pantalla electrónica, ambos jugaban en una computadora. El juego de tres en raya basado en software OXO y un programa de Christopher Strachey se programaron un año después en 1952 y fueron los primeros  juegos de computadora que mostraba imágenes en una pantalla electrónica en lugar de a través de bombillas.